# Eerste Kamerverkiezingen 2003/Kandidatenlijst/GroenLinks
De kandidatenlijst voor de Eerste Kamerverkiezingen 2003 van GroenLinks werd op een partijcongres op 17 februari 2003 door de aanwezige partijleden vastgesteld. Achter verkozen kandidaten staat een *.
1. Diana de Wolff *
2. Leo Platvoet *
3. Mirjam de Rijk *
4. Jos van der Lans *
5. Sam Pormes *
6. Tof Thissen (kwam wel in de kamer, volgde Mirjam de Rijk op)
7. Ans Zwerver
8. Bob van Schijndel
9. Goos Minderman (kwam wel in de kamer, volgde Sam Pormes op)
10. Jaap Dirkmaat
11. Chris Huinder
12. Arno Bonte
13. Wilbert Willems
14. Floris Tas
15. Jan Laurier
16. Piet Meerdink
17. Jaap Roëll
18. Machiel de Vries